# سرية زيد بن حارثة (العيص)
سرية زيد بن حارثة إلى العيص، هي أحد سرايا الرسول محمد، أرسل فيها الصحابي زيد بن حارثة إلى العيص.

## أحداث السرية
بلغ الرسول أن عيرًا لقريش قد أقبلت من الشام، فبعث زيد بن حارثة في 170 راكب ليعترضها، وكان في العير أبو العاص بن الربيع، وقدم به وبتلك العير المدينة المنورة، فاستجار أبو العاص بزوجته زينب بنت النبي محمد، فأجارته ونادت في الناس حين صلى الرسول الفجر هو وأصحابه، فقالت «أيها الناس، إني قد أجرت أبو العاص بن الربيع»، فقال الرسول «لما سلم»، وأقبل على الناس «هل سمعتم ما سمعت؟»، قالو «نعم»، قال «أما والذي نفسي بيده ما علمت بشيء من هذا»، ثم انصرف فدخل على ابنته وقال «قد أجرنا من أجرت»، ثم دخلت عليه زينب فسألته أن يرد على أبي العاص ما أخذ منه، فأجابها إلى ذلك، وقال لها «أي بنية، أكرمي مثواه ولا يخلص إليك، فإنك لا تحلين له»، وبعث للسرية فقال لهم «إن هذا الرجل منا حيث قد علمتم، وقد أصبتم له مالاً فإن تحسنوا وتردوا عليه الذي له فإنا نحب ذلك، وإن أبيتم فهو فيء الله الذي فاء عليكم فأنتم أحق به»، فقالوا «يا رسول الله بل نرد عليه»، فرد عليه ما أخذ منه.